# Рехобот (бантустан)
Рехобот — колишній бантустан Південно-Західної Африки (наразі Намібія) створено 2 липня 1979 року апартеїдом, як домівка бастерів. Мови африкаанс і англійська.
Площа — 13 860 км², населення нараховувало близько 21439 осіб. Адміністративним центром було місто Рехобот.
Скасовано і як і інші дев'ять бантустанів Південно-Західної Африки у травні 1989 разом з проголошенням незалежності Намібії. У склад провінції Хардап з 29 липня 1989.
Має деякий рівень автономії і на сьогодення.